# ¿En dónde estás?
"¿En Dónde Estás?" é uma canção gravada pelo cantor mexicano Christian Chávez como single de seu álbum de estreia, Almas Transparentes (2010). A canção foi lançada nas rádios em 10 de janeiro de 2010, e em 11 de janeiro foi disponibilizada em formato digital através da gravadora EMI. Seu tema foi composto por Mauricio Arriaga e produzido por Jorge Eduardo Murguía.
O vídeo musical da canção foi gravado na cidade de Chimalhuacán no México durante o mês de março de 2010. Seu lançamento ocorreu em 12 de abril do mesmo ano e logo se tornou popular em vários sites da internet. Devido ao vídeo não ter sido publicado de imediato em uma conta oficial do artista no Youtube, fato que só ocorreu em 28 de janeiro de 2011, atrapalhando na popularidade do vídeo em visualizações na Vevo, pois já se havia espalhado em vários locais da internet.

## Antecedentes e produção
Após a dissolução do grupo mexicano RBD em dezembro de 2008, Christian ficou cerca de um ano preparando sua estreia no campo da música após quase cinco anos integrando o RBD. Para isso, Christian fechou em 2009 um contrato com a gravadora fonográfica EMI Music, que foi considerado na época um dos mais importantes do ano.
Christian Chávez havia divulgado que seu primeiro trabalho solista seria surpreendente, positivo e divertido.

## Faixas e versões
| CD single |                    |                                         |              |         |  |
| N.º       | Título             | Compositor(es)                          | Produtor(es) | Duração |  |
| 1.        | "¿En Dónde Estás?" | Mauricio Arriaga, Jorge Eduardo Murguía | Loris Ceroni | 3:47    |  |

| CD - Esencial |                                       |                                                       |                                |         |  |
| N.º           | Título                                | Compositor(es)                                        | Produtor(es)                   | Duração |  |
| 1.            | "¿En Dónde Estás?" (com Agnes Monica) | Mauricio Arriaga, Jorge Eduardo Murguía, Agnes Monica | Agnes Monica, Christian Chávez | 3:58    |  |

## Desempenho nas paradas musicais
| Tabela (2013)                               | Peak position |
| ------------------------------------------- | ------------- |
| México - Billboard - México Español Airplay | 15            |

## Créditos
Todo o processo de elaboração designa os créditos abaixo.
- Composição - Mauricio Arriaga, Jorge Eduardo Murguía
- Produção - Loris Ceroni
- Vocais - Christian Chávez
- Produção de apoio - Claudio Passavanti
- Vocal de apoio - Gigi Fazio
- Teclados - Claudio Passavanti, Loris Ceroni